# 518

## Догађаји
- 9. јул – Цар Анастасије I умире без деце у Цариграду, у 88. години, после 27-годишње владавине у којој је укинуо продају канцеларија, реформисао порезе и усавршио монетарни систем царства, али и имао доста противника због наметања јеретичког монофизитства. Наслеђује га Јустин I  (Флавије Јустин), његов командант дворске страже. После смрти, он оставља царску ризницу богатији за 23.000.000 солида или 320.000 фунти злата.
- Јустин I оснива династију Јустинијана и свог нећака Флавија Петра Сабатиуса (касније Јустинијан I) чини својим поузданим саветником. Постаје царев близак повереник и вероватно делује као регент. Теокрит, кандидат за престо, оптужен је за заверу и погубљен.
- Земљотрес разара град Скупи (данашње Скопље), у некадашњој римској провинцији Горња Мезија.
- Џабала IV ибн ал-Харит постаје краљ Гасанида. Напада Палестину, али је поражен од византијске војске под генералом (дук) Романом.
- Јеврејски краљ Ду Нувас (познат и као Јусуф Асар Јатар) узурпирао је краљевство Химијара од Мадикариб Јафура.
- 29. септембар – Север, патријарх Антиохије, свргнут је од сабора због свог монофизитства. Павле Јеврејин је постављен на његово место.

## Смрти
- Илија I Јерусалимски
- 9. јул – Анастасије I Дикор, византијски цар
- Теокрит, византијски претендент (погубљен)
- Енеја из Газе, неоплатоничар и хришћански филозоф
- Флавијан II, протерани патријарх Антиохије